# Saratoga (Indiana)
Pour les articles homonymes, voir Saratoga.
La ville de Saratoga est située dans le comté de Randolph, dans l'État de l’Indiana, aux États-Unis. Sa population s’élevait à 254 habitants lors du recensement de 2010, estimée à 246 habitants en 2016.

## Démographie
| Groupe            | Saratoga | Indiana | États-Unis |
| ----------------- | -------- | ------- | ---------- |
| Blancs            | 98,8     | 84,3    | 72,4       |
| Autres            | 0,8      | 14,7    | 24,7       |
| Métis             | 0,4      | 2,0     | 2,9        |
| Total             | 100      | 100     | 100        |
|                   |          |         |            |
| Latino-Américains | 2,0      | 6,0     | 16,7       |

Selon l'American Community Survey, pour la période 2011-2015, 94,71 % de la population âgée de plus de 5 ans déclare parler anglais à la maison, alors que 4,76 % déclare parler l'espagnol et 0,53 % une autre langue.

## Source
- (en) Cet article est partiellement ou en totalité issu de l’article de Wikipédia en anglais intitulé « Saratoga, Indiana » (voir la liste des auteurs).

1. ↑  (en) « Saratoga, IN Population - Census 2010 and 2000 », sur censusviewer.com.
2. ↑  (en) « Population of Indiana - Census 2010 and 2000 », sur censusviewer.com.
3. ↑  (en) « Language spoken at home by ability to speak English for the population 5 years and over », sur factfinder.census.gov.